# Precious Images
Precious Images is een korte film uit 1986 geregisseerd, geproduceerd en gemonteerd door Chuck Workman in opdracht van de Directors Guild of America. De film is een verzameling van korte scènes uit honderden verschillende populaire of geprezen Hollywoodfilms gemaakt tussen 1903 en 1986. De film speelde op het Cannes Film Festival, wist in 1987 de Oscar voor beste korte film te winnen en werd in 2009 in het National Film Registry opgenomen ter conservatie. In 1996 werd de film gehermonteerd om beelden van nieuwere films eraan toe te voegen. Naar aanleiding van deze film werd Workman vast ingehuurd om filmmontages te maken voor de Oscar-ceremonies.